# Maksim Perfíliev

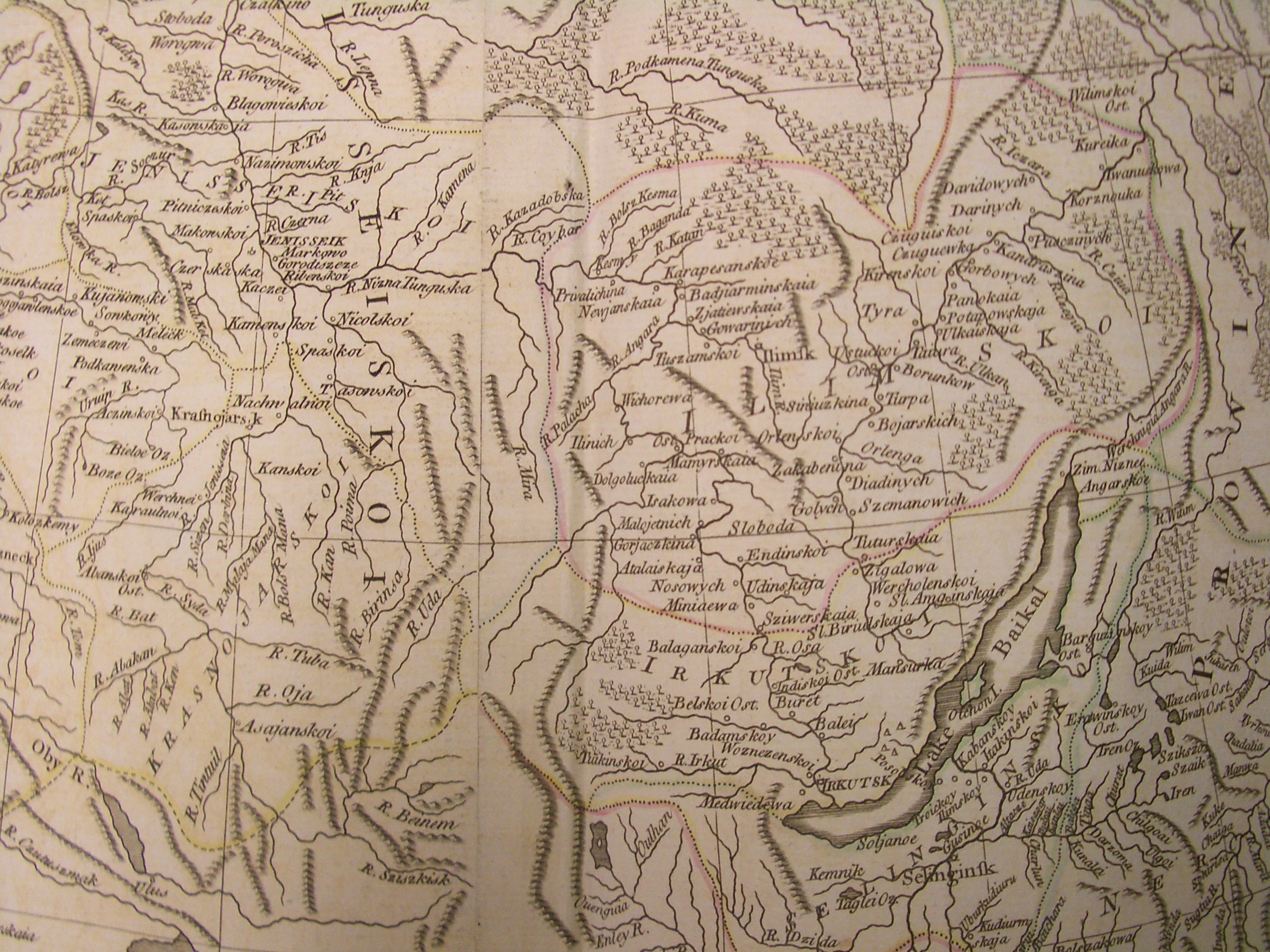
Antiguo mapa de la región del Angará y el lago Baikal, que Perfíliev contribuyó a explorar

Maksim Perfíliev (o Maxim Perfílyev) (del ruso: Максим Перфильев) (? – después de 1638) fue un explorador  cosaco de Siberia Oriental, recordado por sus habilidades diplomáticas en las negociaciones con tunguses, mongoles y chinos y por haber sido el primer ruso que entró en la región de Transbaikalia.
En 1618-19 Perfíliev fue uno de los cofundadores del fuerte (ostrog) de Yeniseysk, el primer fuerte ruso establecido en la parte central del río Yeniséi, uno de los grandes ríos siberianos, y que será un importante punto de partida para las expediciones que se harán más hacia el este.
En 1618-27 realizó varios viajes en los ríos Lena, Tunguska Superior, Angara e Ilim, construyendo varios nuevos ostrogs. En 1631 fundó el fuerte Bratsky, a orillas del Angará (el origen de la moderna ciudad de Bratsk).
En 1639-40 remontó navegando el río Vitim hasta alcanzar la confluencia con el Tsipa, convirtiéndose así en el primer ruso que entraba en la región de la Transbaikalia, entonces conocida como Dauria.
Perfíliev dio su nombre a la aldea de Maksimovschina, donde estaban sus tierras de caza a orillas del río Irkut. La bahía Maksimikha, en el lago Baikal (parte de la gran bahía de Barguzin) y el cabo Maksimin, en esa misma bahía, así como el cercano pueblo de Maksimikha, también llevan su nombre. Fue el primer colono de Maksimikha, donde vivía con su esposa de la etnia buriatia.
Su hijo Iván Maksimovich Perfíliev fue también un famoso voevoda y diplomático en Siberia.